# Ernst Hedinger
Ernst Hedinger (* 3. November 1873 in Wilchingen, Kanton Schaffhausen; † 25. Dezember 1924 in Zürich) war ein Schweizer Pathologe.

## Leben
Hedinger studierte Medizin in Bern, München und Berlin und wurde 1901 in Bern  promoviert mit der Dissertation Über Intima-Sarcomatose von Venen und Arterien in sarcomatösen Strumen. In Bern war er 1899 bis 1900 Assistent in der Dermatologischen Klinik der Universität Bern, war 1901 bis 1902 an der Medizinischen Klinik in Königsberg und danach am Pathologischen Institut in Bern, wo er sich 1904 habilitierte. 1907 wurde er ordentlicher Professor für Pathologie und Direktor des Pathologisch-anatomischen Instituts an der Universität Basel, an der er 1911 Dekan war und 1917 Rektor. 1922 wurde er Professor und Direktor der Pathologischen Anstalt der Universität Zürich. 
Er befasste sich mit Thymuserkrankungen (Kropf), Morbus Addison, Arteriosklerose, plötzlichem Säuglingstod (früher Thymustod genannt) und Tumoren.
Er war Redakteur des Schweizerischen Korrespondenzblatts für Ärzte, das er 1917 mit anderen  zur Schweizerischen Medizinischen Wochenschrift ausbaute. 
Er war der Vater des Pathologen Christoph Hedinger.

## Schriften (Auswahl)
- Über die Kombination von Morbus Addisonii mit Status lymphaticus, Frankfurter Zeitschrift für Pathologie, 1907, S. 527–543
- Die Krebskrankheit und ihre Bekämpfung. Fünf Vorträge auf Veranlassung der Schweizer Schweizerischen Vereinigung für Krebsbekämpfung,  Basel 1914 (mit den Professoren von Herff, F. de Quervain, Rudolf Staehelin und dem Kantonsphysikus in Basel H. Hunziker)
- Arteriosklerose, Rede, gehalten am Jahresfest der Universität Basel, 21. Dez. 1917, 1918